# 동아대학교
동아대학교(東亞大學校)는 부산광역시 사하구와 서구에 있는 대학교다.

## 연혁
- 1946년 남조선 대학으로 설립
- 1947년 재단법인 동아학숙과 동아대학 설립인가, 교명을 동아대학으로 변경
- 1951년 교사를 서구 동대신동 3가 1번지(현재의 구덕캠퍼스)로 이동
- 1957년 도서관 개관
- 1958년 대학원 개원
- 1959년 종합대학교로 승격
- 1979년 공과대학을 승학캠퍼스로 이전
- 1985년 대학본부와 문과대학을 승학캠퍼스로 이전
- 2003년 법과대학, 동북아국제대학원, 경찰법무대학원, 사회교육원, 동아시아연구원, 지식자원개발센터 등을 부민캠퍼스로 이전
- 2008년 부민캠퍼스에 종합강의동 준공으로 사회과학대학과 경영대학 이전
- 2009년 부민캠퍼스에 법학전문대학원으로 개원
- 2010년 부민캠퍼스에 석당인재학부와 국제학부 신설
- 2015년 예술대학을 승학캠퍼스로 이전하고 예술체육대학으로 변경
- 2021년 부민캠퍼스에 국제대학 신설 (글로벌비즈니스학과, 영미학과, 중국학과, 일본학과)

## 캠퍼스
구덕캠퍼스
대신동캠퍼스라고 하기도 한다. 1951년에 조성되었으며, 하단동의 승학캠퍼스에 대학본부가 이전하기까지 동아대학교의 중심 캠퍼스였다. 구덕산 기슭에 자리잡고 있고 뒤편에 대신공원이 있다. 구덕캠퍼스는 대신공원의 울창한 숲에 둘러싸여 있어 일년내내 깨끗한 공기와 좋은 경치를 즐길 수 있다. 캠퍼스 넓이는 45,542m2에 달한다. 의과대학이 있고 캠퍼스 앞에는 의료원이 위치해 있다. 주소는 부산광역시 서구 대신공원로 32 (동대신동)이다.
승학캠퍼스
하단캠퍼스라고 하기도 한다. 승학산 기슭에 자리잡아 철새도래지인 을숙도와 낙동강을 조망할 수 있다. 캠퍼스 넓이는 704,917m2에 달한다. 대학 본부가 있으며, 인문과학대학, 자연과학대학, 건강과학대학, 생명자원과학대학, 공과대학, 디자인환경대학, 예술체육대학,컴퓨터·AI학부 등이 있다. 주소는 부산광역시 사하구 낙동대로550번길 37 (하단동)이다.
부민캠퍼스
부민동캠퍼스라고 하기도 한다. 부산광역시의 구 도심에 위치해있으며 옛 부산지방법원과 부산지방검찰청이 있던 곳이다. 한국 최고의 대학박물관으로 손꼽히는 석당박물관으로 쓰이고 있는 건물은 일제강점기 경상남도청으로 쓰이던 건물로 근대문화유산으로 지정되어 있다. 현재 사회과학대학, 경영대학, 국제대학, 석당인재학부, 법학전문대학원, 평생교육원 등이 있다. 주소는 부산광역시 서구 구덕로 225 (부민동)이다.

## 개설학과
승학캠퍼스
| 단과대학         | 학과 |
| ---------------- | --- |
| 인문과학대학     | 철학생명의료윤리학과, 역사문화학부(사학전공, 고고미술사학전공), 한국어문학과, 교육학과, 아동학과                                                                                            |
| 자연과학대학     | 정보수학과, 반도체학과, 화학과, 바이오메디컬학과 |
| 디자인환경대학   | 건축학과, 산업디자인학과, 패션디자인학과, 조경학과 |
| 공과대학         | 건축공학과, 도시공학과, 건설시스템공학과, 환경·에너지공학부(환경안전전공, 미래에너지공학전공), 전기공학과, 전자공학과, 기계공학과, 산업경영공학과, 조선해양공학과, 화학공학과, 신소재공학과 |
| 생명자원과학대학 | 분자유전공학과, 응용생물공학과, 식품생명공학과, 생명자원산업학과 |
| 예술체육대학     | 미술학과, 음악학과, 체육학과, 태권도학과 |
| 건강과학대학     | 식품영양학과, 의약생명공학과, 건강관리학과 |
| 컴퓨터·AI공학부  | 컴퓨터공학부, AI학과 |
|                  | 스마트헬스케어융합전공 |
| 기초교양대학     | 리버럴아츠전공 |

구덕캠퍼스
| 단과대학 | 학과     |
| -------- | -------- |
| 의과대학 | 의예과   |
| 간호학부 | 간호학과 |

부민캠퍼스
| 단과대학     | 학과                                                                                                 |
| ------------ | --- |
| 경영대학     | 경영학과, 경영정보학과, 관광경영학과, 국제무역학과, 금융학과, 융합경영학과, 지식서비스경영학과       |
| 사회과학대학 | 정치‧사회학부 (정치외교학전공, 사회학전공), 행정학과, 사회복지학과, 미디어커뮤니케이션학과, 경제학과 |
| 석당인재학부 | 공공정책학전공                                                                                       |
| 국제대학     | 글로벌비즈니스학과, 영미학과, 중국학과, 일본학과                                                     |

대학원
| 대학원 및 유형 |
| --- |
| 일반대학원(인문사회계열, 자연계열, 공학계열, 예체능계열, 의학계열, 학연산 협동과정, 학과간 협동과정), 국제전문대학원, 경영대학원, 교육대학원, 산업정보대학원, 사회복지대학원, 법무대학원, 예술대학원 보관됨 2011-02-03 - 웨이백 머신, 의학전문대학원, 법학전문대학원 |

## 부속기관
도서관, 정보전산원, 체육부, 복지시설관리부, 박물관, 석당학술원, 한림생활관(기숙사), 교양교육원, 공학교육혁신센터, 다우미디어센터 , 보건진료소, 평생교육원, 공동기기센터, 창업지원단

## 부속연구기관 및 산학협력단
산학협력단
산학협력연구센터, 창업보육센터, 기술이전센터, 글로벌인재개발센터, 미디어디바이스연구센터, 신소형재가공청정공정개발연구센터, 컨테이너 화물안전수송기술개발 클러스터 사업단 보관됨 2013-01-22 - 웨이백 머신, 고기능성 벨브기술 지원센터, SKtelecom산학협력 차세대디스플레이 연구센터, 미토콘드리아 허브제어 연구센터, Medi-Farm 산업화 연구단, 에코디자인 사업단
연구기관
아세안연구소, 의과학연구원, 환경문제연구소, 경영문제연구소, 스포츠과학연구소, 기초과학연구소, 건설기술연구소, 해양자원연구소, 관광·레저연구소, 생산기술연구소, 조형연구소, 생활과학연구소, 농업생명과학연구소, 정보기술연구소, 교육연구소, 동아항노화연구소, 그린에너지기기연구소, 신재생에너지전력변환시스템연구소, 국제통상연구소, 법학연구소, 역사이미지연구소

## 도서관
한림 정수봉 박사의 호를 따 한림도서관이라고도 한다. 승학캠퍼스에 한림도서관이 있으며, 구덕캠퍼스에 석당도서관이 있었으나 2009년 사회과학대와 경영대가 부민캠퍼스로 이전에 따라 폐쇄되었으며, 현재 의학도서분관이 있으며, 부민캠퍼스에는 부민도서관과 법학도서분관이 있다.

## 석당박물관
1957년에 개관하였다. 고려대학교, 이화여자대학교와 함께 대학 3대 박물관으로 불린다. 2009년 5월 19일에 구덕캠퍼스에 있었던 박물관을 부민캠퍼스(구 경상남도청 건물)로 이전하여 개관하였다. 국보 개국원종공신녹권(제69호), 동궐도(제249호)와 보물 융기문토기(제597호) 외 53점 등 총 27,584점(2017년 3월 29일 기준)의 소장품을 보유하고 있다. 전국 대학 박물관 중에서 가장 규모가 큰 박물관이며 50,000원 지폐 뒷면의 초충도수병도(보물 제595호)가 보관되어 있다. 현재 박물관 인근에 대한민국에 하나 남은 미제 전차를 전시하고 있으며 동아대학교 부민캠퍼스 부지 뒤에 있는 임시수도기념관과 연계하여 견학코스를 만들고 있다.
동아대학교 석당박물관 홈페이지

## 같이 보기
- 대한민국의 교육